# Ульянино (Ленинградская область)
Ульянино — деревня в Коськовском сельском поселении Тихвинского района Ленинградской области.

## История
Деревня Ульянина упоминается в переписи 1710 года в Спасском Шиженском погосте Нагорной половины Обонежской пятины.
Как деревня Ульница она обозначена на «Специальной карте западной части России» Ф. Ф. Шуберта 1844 года.

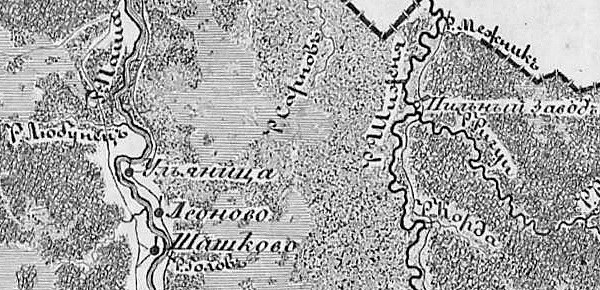
Деревня Ульянино на карте 1847 года

На семитопографической карте Новгородской губернии 1847 года деревня обозначена как Ульяница.

УЛЬЯТИНО (УЛЬЯНИНО) — посёлок Суксинского общества, прихода Шиженского погоста. Река Паша. 

Строений — 33, в том числе жилых — 17. 

Число жителей по приходским сведениям 1879 г.: 48 м. п., 55 ж. п.

В конце XIX — начале XX века деревня административно относилась к Саньковской волости 1-го земского участка 2-го стана Тихвинского уезда Новгородской губернии.

УЛЬЯНИНО — деревня Суксинского общества, дворов — 19, жилых домов — 20, число жителей: 57 м. п., 64 ж. п. 

Занятия жителей — земледелие, лесные промыслы. Река Паша. Часовня, земская школа, мелочная лавка. (1910 год)

С 1917 по 1918 год деревня Ульянино входила в состав Саньковской волости Тихвинского уезда Новгородской губернии. 
С 1918 года в составе Череповецкой губернии.
С 1924 года в составе Прогальской волости.
С 1927 года в составе Пашского сельсовета Тихвинского района.
В 1928 году население деревни Ульянино составляло 160 человек.
Согласно карте Ленинградской области Северо-западного аэрогеодезического треста ГГУ издания 1932 года деревня насчитывала 17 крестьянских дворов. Близ деревни находилась ветряная мельница.
По данным 1933 года деревня Ульянино входила в состав Пашского сельсовета.
В 1958 году население деревни Ульянино составляло 59 человек.
По данным 1966 и 1973 годов деревня Ульянино также входила в состав Пашского сельсовета.
По данным 1990 года деревня Ульянино входила в состав Шиженского сельсовета.
В 1997 году в деревне Ульянино Шиженской волости проживали 14 человек, в 2002 году — 16 человек (все русские).
В 2007 году в деревне Ульянино Коськовского СП проживали 16 человек, в 2010 году — 17.

## География
Деревня расположена в северо-западной части района на автодороге Коськово — Ульянино.
Расстояние до административного центра поселения — 10 км.
Расстояние до ближайшей железнодорожной станции Тихвин — 63 км.
Деревня находится на правом берегу реки Паша.

## Демография
| 2007 | 2010 | 2017 |
| ---- | ---- | ---- |
| 16   | ↗17  | ↘10  |

### Национальный состав
Согласно данным Всероссийской переписи населения 2021 года в деревне проживали 8 человек, все русские.